# 北海道中標津農業高等学校
北海道中標津農業高等学校（ほっかいどうなかしべつのうぎょうこうとうがっこう、Hokkaido Nakashibetsu  Agricultural High School、中標津町立北海道中標津農業高等学校）は、北海道標津郡中標津町にある公立（町立）の農業高等学校。

## 設置者
- 北海道標津郡中標津町

## 設置学科
- 生産技術科
- 食品ビジネス科

## 各研究班
- 農業と環境研究班
- 動物活用研究班
- 植物活用研究班
- 肉加工研究班
- 乳加工研究班
- 農産加工研究班
- マネージメント研究班

## 沿革
- 1950年 - 北海道中標津高等学校の計根別分校として開校
- 1952年 - 北海道から中標津町に移管、北海道中標津計根別高等学校として独立
- 1967年 - 北海道中標津農業高等学校と改称
- 2001年 - 新校舎落成

## 部活動
- 陸上競技部
- バドミントン部
- ボランティア部
- サッカー部
- 農高太鼓局
- 卓球部
- 美術部